# Česko na Zimních paralympijských hrách 2014
Česko na Zimních paralympijských hrách 2014 reprezentovalo 18 sportovců (18 mužů, 0 žen) a 19 členů doprovodu (trenéři, fyzioterapeuti, servisní technici, kustodi a členové vedení výpravy) . Závodili v alpském lyžování, sledge hokeji a snowboardu.
Česká výprava nezískala žádnou medaili.

## Sportovci

### Alpské lyžování
- Patrik Hetmer
- Oldřich Jelínek
- Stanislav Loska

### Sledge hokej
- Jiří Berger
- Erik Fojtík
- Michal Geier
- Zdeněk Hábl
- Miroslav Hrbek
- Libor Hulín
- Zdeněk Krupička
- Pavel Kubeš
- Tomáš Kvoch
- David Motyčka
- David Palát
- Jiří Raul
- Zdeněk Šafránek
- Michal Vápenka

### Snowboard
- Tomáš Vaverka